# 科顿·菲茨西蒙斯

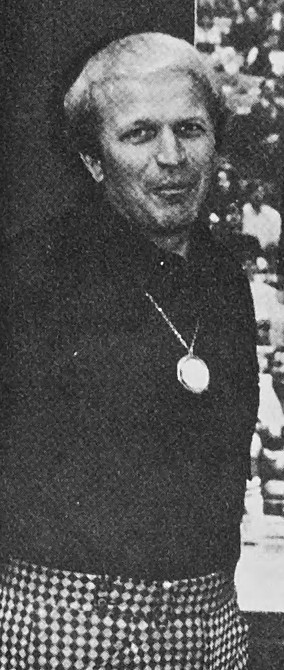
执教中的科顿·菲茨西蒙斯

洛厄尔·菲茨西蒙斯（Lowell Fitzsimmons，1931年10月7日—2004年7月24日），昵称科顿（Cotton），生于美国密苏里州汉尼拔，美国学院篮球和NBA联盟篮球教练。

## 执教生涯
菲茨西蒙斯共执教了21个赛季。执教过的NBA球队包括有堪萨斯奥马哈队，也执教过亚特兰大老鹰,圣安东尼奥马刺，并且三次执教菲尼克斯太阳队，两次荣获“最佳教练”称号，成功塑造了1980年代和1990年代中期的太阳队。

## 癌症辞世
菲茨西蒙斯晚年被诊断出肺癌，他的家人一直不公开他的个人健康状况。在患癌数月后他又由于一次脑中风使得将康状况恶化，在承受了两次脑中风后菲茨西蒙斯的健康状况被完全公开，奄奄一息的科顿被送往当地医院的重症病房。  
2004年7月25日早晨科顿病逝，亚利桑那共和报报道标题为「最明亮的太阳菲茨西蒙斯逝世」("Brightest Sun Fitzsimmons dies."）